# Монтичели Павезе
Монтичѐли Павѐзе (на италиански: Monticelli Pavese, на местен диалект: Muntsé, Мунтъсе) е село и община в Северна Италия, провинция Павия, регион Ломбардия. Разположено е на 53 m надморска височина. Населението на общината е 739 души (към 2017 г.).